# マヌエル・サトゥリオ・バレンシア
マヌエル・サトゥリオ・バレンシア・メナ (Manuel Saturio Valencia Mena、1867年12月24日‐1907年5月7日) は、コロンビアの弁護士。同国で最後に死刑になった人物である。

## 人物
バレンシアは1867年12月24日、チョコ県キブドに生まれた。カプチン・フランシスコ修道会でラテン語とフランス語を学んだ。バレンシアは優秀な学生だったため、カウカ大学に入学した初めてのアフリカ系コロンビア人となった。大学でバレンシアは法学を学んだ。彼はキブドに戻ると保守党に入党した。1899年、千日戦争が始まり、バレンシアはコロンビア軍に入隊し、大尉になった。彼は複数の学校で音楽の教師として働いた。
チョコ県はアフリカ系住民が多く、バレンシアはこの地域で初めての黒人文学者として知られていたが、当時の人種的偏見から彼の作品の多くは未発表のままだった。
バレンシアはリベラル指導者の娘デニヤラ・トリホス・ボールドリッチという若い白人女性と交際していたが、トリホスの家族はバレンシアを罪に陥れるため、1907年5月、バレンシアにワインを飲ませて酔わせ、彼の書類と彼女の洋服を現場に残し、茅葺の民家2軒に放火した。焼け跡からバレンシアのベルトと彼の署名した文書が見つかり、バレンシアは放火の罪で起訴された。

## 裁判と処刑
バレンシアの裁判はわずか6日で結審し、彼は白人が多く住む地域に放火したとして有罪を宣告された。死刑判決の後、1907年5月7日、バレンシアの銃殺刑が執行された。
バレンシアは、コロンビアで合法的に処刑された最後の人物となった。彼は、同国の白人社会による抑圧への抵抗の象徴的存在であり、殉教者とみなされている。